# Petru I al Alexandriei
Petru I al Alexandriei (n. secolul al III-lea d.Hr., Alexandria, Imperiul Roman – d. 25 noiembrie 311 d.Hr., Alexandria, Imperiul Roman) a fost un patriarh al Alexandriei, venerat ca sfânt martir.